# جورج مارديكيان
جورج مارديكيان (بالإنجليزية: George Mardikian)‏ هو طاهي وصاحب مطعم أمريكي، ولد في 7 نوفمبر 1903 في بايبورت في تركيا، وتوفي في 23 أكتوبر 1977 في سان فرانسيسكو في الولايات المتحدة.

## وصلات خارجية
- جورج مارديكيان على موقع IMDb (الإنجليزية)